# 포항대학교
포항대학교(浦項大學校, Pohang University)는 대한민국의 경상북도 포항시에 위치한 전문대학이다.

## 연혁
- 1953년 7월 6일 : 포항수산학숙 설립
- 1953년 8월 1일 : 개교
- 1954년 4월 8일 : 포항수산초급대학 설립
- 1956년 5월 7일 : 교사 본관 준공
- 1970년 2월 16일 : 포항수산전문학교 개편
- 1971년 12월 23일 : 포항실업전문학교 개편
- 1974년 1월 29일 : 포항실업전문학교 부속유치원 설립
- 1979년 1월 : 포항실업전문대학 개편
- 1987년 10월 : 포항전문대학 부속유치원은 원명 변경
- 1987년 10월 19일 : 포항전문대학 교명변경
- 1989년 2월 : 죽천캠퍼스 이전
- 1998년 7월 : 포항1대학으로 교명 변경
- 2008년 : 포항대학으로 교명 변경
- 2012년 : 포항대학교로 교명 변경
- 2013년 : 교육부 선정 정부재정지원제한대학[2]
- 2018년 : 교육부 대학기본역량진단평가 결과 역량강화대학 선정 및 조건부 일반재정지원[3]
- 2019년 2월 경북형 대학일자리센터 운영 대학 선정
- 2020년 6월 포항시 청년창업LAB 개소